# Морчиха
Морчиха (рос. Морчиха) — присілок в Ветлузькому районі Нижньогородської області Російської Федерації.
Населення становить 26 осіб. Входить до складу муніципального утворення Волиновська сільрада.

## Історія
Від 2009 року входить до складу муніципального утворення Волиновська сільрада.

## Населення
| 1999 | 2002 | 2010 |
| ---- | ---- | ---- |
| 98   | ↘83  | ↘43  |